# Човјек од важности
„Човјек од важности“ је југословенски ТВ филм из 1961. године. Режирао га је Марио Фанели, а сценарио је писао Крешо Новосел.

## Улоге
| Глумац            | Улога |
| ----------------- | ----- |
| Марија Аљиновић   |       |
| Вања Драх         |       |
| Звонимир Ференчић |       |
| Љубица Јовић      |       |
| Перо Квргић       |       |
| Јован Личина      |       |
| Младен Шермент    |       |
| Божидар Смиљанић  |       |
| Круно Валентић    |       |